# Rogers & Wells
Rogers & Wells war eine Anwaltskanzlei mit Sitz in New York City.

## Geschichte
Rogers & Wells wurde 1873 in New York gegründet. Nach einigen Namensänderungen wurde die Kanzlei nach William P. Rogers und Jack Wells benannt. Sie beschäftigte bis zu 400 Anwälte und hatte Niederlassungen in New York, Washington, D.C., Los Angeles, Paris, London, Hongkong und Frankfurt.
Im Jahr 2000 fusionierte sie mit Clifford Chance und Pünder, Volhard, Weber & Axster und behielt bis 2003 in den USA den Namen Clifford Chance Roger & Wells. Kurz vor und nach der Fusion verließen sie mehrere Partner, unter anderem zu Kayle Scholer. Die Partner in Paris wechselten zu Kramer Levin.

## Tätigkeitsfelder
Rogers & Wells war für seine Prozessrechtsabteilung bekannt. Die Kanzlei war außerdem am internationalen Finanzmarkt aktiv. Auf diesem Gebiet war die Bank Merrill Lynch ihr größter Kunde.

## Ehemalige Partner
Ehemalige Partner waren unter anderem:
- Kenneth Chenault, CEO von American Express
- Victor F. Ganzi, CEO von Hearst
- William P. Rogers, US Secretary of State, 1969–1973
- Kenneth C. Royall, US Secretary of the Army, 1947–1949